# La Reina (kommun)
La Reina är en kommun i Chile. Den ligger i provinsen Provincia de Santiago och regionen Región Metropolitana de Santiago, i den södra delen av landet, 10 km öster om huvudstaden Santiago de Chile.

## Omgivning
Omgivningarna runt La Reina är i huvudsak ett öppet busklandskap. Runt La Reina är det mycket glesbefolkat, med 2 invånare per kvadratkilometer.